# 袁盎
袁 盎（えん おう、生没年不詳）は、前漢の人。字は絲。兄は袁噲。兄の子は袁种。文帝・景帝に仕えた。皇帝へ直言を発し続け、篤く信頼された。

## 略歴
安陵の人であるが、父は楚の出身で、群盗であったが後に長安付近の安陵に移住した。呂后の時代、袁盎は呂禄の舎人となり、文帝が即位した後に兄の袁噲の任子により郎中となった。
呂氏を打倒して丞相となった周勃は、功臣で文帝を皇帝に推挙した一人であるという理由もあり、文帝もへりくだっていた。袁盎は文帝に進み出て「陛下、絳侯（丞相の周勃）をどう思われますか」と聞いた。文帝は「社稷の臣である」と答えたが、「社稷の臣とは国家と生きるも死ぬも一体の者です。呂后の時代に太尉となり兵権を持ちながらも正すことができないでいた絳侯は、功臣であっても社稷の臣ではありません。臣が陛下に驕った態度を見せ、陛下が謙譲するのはよろしくないと、臣は陛下のために愚考します」と進言し、その後の文帝は周勃に対しても威厳を見せるようになった。周勃はそれが袁盎の進言によると知り、「私はお前の兄と仲が良いのに、どうして私のことを誹謗するのか？」と責めたが、袁盎は謝らなかった。その後、周勃が丞相を辞めて領地に帰ると、反乱を計画しているとの告発があって獄に下された。大臣たちは誰も彼を弁護しなかったが、袁盎だけは「絳侯が呂氏の反乱を鎮圧した時、その元には玉璽も兵権もあり、皇帝になろうと思えばなれました。その時にならなかったのに、領地に戻った今になって反乱を起こす訳がありません」と弁護し、文帝を諌めた。そのおかげもあって周勃は許された。牢から出された周勃は、宮中ではただ一人袁盎だけが弁護したことを知り、礼を言ったが、袁盎は「私は正しいことを述べただけでございます」と答えた。以後、周勃は袁盎と付き合うようになった。
文帝の弟の淮南王劉長は、皇帝に最も近い縁者、生存している中ではたった二人だけの兄弟ということを傘にし、独断で審食其を殺すなど驕慢であったため、袁盎は文帝に領地を削るよう勧めたが、文帝は許さなかった。淮南王はますます驕り、反乱を計画してそれが発覚した。文帝は淮南王を死罪にせず、流刑にして蜀の擁へ遷そうとした。当時中郎将であった袁盎は「陛下が淮南王を罰しなかったから、ここまで奢らせたのです。それなのに急に厳しい沙汰を下せば、淮南王は剛直な方ですので、その意気を折ることでしょう。道中で病死などしたら、陛下に弟殺しの名が付いてしまいます」と反対したが、文帝は容れなかった。袁盎の言った通り、淮南王は意気消沈して絶食。擁で役人が車の中を確認した時は既に死亡していた。これを知って何も食べなくなるほどに悔いる文帝に対して、袁盎は「陛下、私を罰していただきたい」と申し出て、「何を言うのか。お前の言う事を聞かなかったからこうなったのだ」と断られた。そして袁盎は「陛下には天下の誰より高い三つの徳がございます。陛下の名声を心配なさる必要はありません」と言い、「その三つの高い徳とはなにか」と聞かれたので、文帝の美点を挙げた。「陛下が代王だった頃、大后が三年間病に倒れた際は自ら世話を行い、その薬は全て自らで試した上で与えられました。その孝はどの孝行者にも勝りましょう。陛下が皇帝として推挙された際、反対派も多数居ましたが、わずか六騎の馬車のみで燕から長安に来られました。その勇はどの勇者にも勝りましょう。陛下は居並ぶ重臣達の皇帝就任要望を、五度に渡って断られました。その謙譲はどの徳者にも勝りましょう。陛下は淮南王が奢っていたのを正そうとしただけであり、病死したことに陛下の罪はありません」と述べ、これを聞いた文帝の気持ちは和らぎ、再び食事を取るようになった。そして袁盎に「どうすれば朕の心が晴れるだろうか」と聞き、「淮南王には数人のお子がおられます。陛下のご判断でよく扱われますよう」と返され、文帝は淮南王の3人の子に国を分割して与えた。この件で袁盎の名は朝廷で大きく知られるようになった。
ある時、文帝が覇陵から険しい坂を下ろうとすると、袁盎はそれを止めた。文帝が「怖いのかね」と聞くと、袁盎は「千金の資産家は、落ちないよう堂の隅には座らないと言います。陛下の身に万一のことがあればいかがいたしますか」と諌めたので、文帝は坂下りを止めた。
また、文帝が皇后と寵姫の慎夫人を伴って上林に行幸した際、皇后と慎夫人が同等の座席であるのを見た袁盎は、慎夫人の座を下げたので、慎夫人は怒って座ろうとしなかった。これを文帝に責められた袁盎は「尊卑の序列が明らかでこそ、内にある上下が和するものです。陛下は公に皇后を立てており、慎夫人は妾でございますので、どうして同じ座に座れましょう。寵愛なさるなら褒美を与えれば良いのであり、陛下のなさっていることは慎夫人に禍を与えているようなものです。『人彘（人豚）』の件をご存じでしょう」と諌めたので、文帝は喜び、慎夫人にこれを話した。慎夫人も袁盎に金を下賜した。
袁盎は直諫が多かったので、長く朝廷にいられず、隴西都尉となった。任地では士卒に仁愛の心で接したので、士卒は彼のため争って死に赴くようになった。次いで斉国の宰相・呉国の宰相と歴任した。呉に行く際、甥の袁种は袁盎に「叔父上、呉王は野心が多く、周辺も奸臣だらけです。厳しい統治を行おうとすれば、呉王が刺客を送り込みます。日々酒を飲んで仕事をせず、呉王には『反乱してはなりません』と言うだけにすれば、危機を脱することができるでしょう」と進言し、これを受けて袁盎はその通りにした。このため呉王劉濞は、関係が険悪化していた中央から派遣された役人にもかかわらず、彼を厚遇した。またこの呉の宰相時代に袁盎の吏が彼の愛妾と通じ、それが発覚して逃亡した際、普通は死刑にされても仕方ないことだったが、袁盎は逃亡したその吏の故郷まで自ら行って説得し、自身の愛妾を与え、元の吏の役に任じた。
袁盎が都に戻ってきてから、道で丞相申屠嘉に出会ったが、申屠嘉は車上から挨拶するだけであった。袁盎は申屠嘉の元を訪ね、天下の口を閉ざす態度では身を滅ぼすと説いた。申屠嘉は失礼を詫び、袁盎を上客として扱った。
以前から袁盎と鼂錯は仲が悪く、文帝時代に鼂錯は郡国制による諸侯王の権限を徐々に削減する法令を積極的に進言した。しかし、袁盎は基本的にはその政策は反対ではないが、かえって劉氏一門が分裂して、外敵の匈奴に利すると異を唱えた。そのため袁盎と鼂錯は互いに忌み嫌う間柄となり、それぞれ相手が座っているとそれを避け、同じ堂では会話を拒むほどであった。しかし、景帝が即位すると鼂錯が御史大夫となり、皇帝の最側近となった。鼂錯は袁盎が呉王の財物を受け取ったことを取り調べさせ、有罪として処刑しようとしたが、景帝は勅を出して庶民に落とすに留めさせた。
景帝前3年（紀元前154年）、呉王らが反乱（いわゆる呉楚七国の乱）を起こすと、袁盎は呉王の企みを隠していたのではないかと鼂錯は考え、彼を捕えようとしたが、部下たちに「反乱を起こす前ならともかく、起こされてから企みを聞き出しても何の価値もありません。そもそも袁盎が反乱の企みに加わったとは思えません」と反対され躊躇した。それを人より知らされた袁盎は夜間に竇嬰の元を訪ねて、呉が反乱に至った理由を語り、景帝との謁見を願った。群臣並ぶ中での景帝との謁見が叶うと、袁盎は「この度の反乱は憂うに足りません」といった。景帝は「呉は銅山から銅貨を作り、海水を煮て塩を作っている。その莫大な利益があり、天下から豪傑を集めている。まして呉王は老いて事を起こしたのだ。百の計りがなければ動くものか」といったが、袁盎は「精銅と製塩の利益はその通りですが、どこに豪傑などいましょうか。真に豪傑なら反乱を諌めるはずであり、彼らは無頼の子弟や亡命者、鋳銭の盗人なので、反乱を唆したのです」と言い、鼂錯も「盎の言う通りです」とこれに同意した。続いて袁盎は人払いを願い、群臣は去って鼂錯のみが残った。袁盎は「これからのことは臣が聞いてはならぬことです」と更に望み、鼂錯も退けられた。鼂錯は小走りに走り去る中、袁盎を深く恨んだ。そして２人だけになった後に袁盎は「反乱を起こしたのは、鼂錯の領土削減策への恨みです。鼂錯を処刑して呉に謝罪すれば反乱は止むでしょう」と説いた。景帝は驚き悩んだが、結局鼂錯は袁盎の計により腰斬に処された（当時、大臣は罪あっても罰されず自ら処するのが不文律であったため、明らかに処刑されるのは異例。更に皇帝の最側近ともなれば異例中の異例である）。袁盎は奉常、竇嬰は大将軍に任命され、長安中の者はこの両者につき従った。
袁盎は和睦のため、呉王の弟の徳哀侯劉広の子である宗正の劉通（徳頃侯）と呉へ向かい交渉を試みようとしたが、優勢な状況に呉王は「すでに東の皇帝になった私が、なぜ勅使に拝謁せねばならぬのか」と言うほど奢っていた。呉王は袁盎が自分を説得すると感じ取ったので、甥のみ謁見を許して袁盎には会わずにそのまま拘禁し、彼を呉の将軍にすべく脅迫した。しかし袁盎はこれに応じなかったので、激怒した呉王は軍勢に命じて包囲させ、誅殺するつもりであった。その中の寒い夜にとある男が袁盎を訪れて、「呉王は翌日にあなた様を処刑する予定です。今のうちにお逃げなされ」と述べた。袁盎は「君は誰なのかね?」と訊いて、「私は以前にあなた様の愛妾と通じた者です」と答えられた。かつて袁盎が温情を与えたその吏が、現在は呉の校尉を補佐する司馬の職にあり、袁盎を助け出すべく、私財を売り払って強い酒と食物を大量に買い、これを包囲した軍勢へふんだんに与えて泥酔させていたのである。驚愕した袁盎は「君は幸いにも親御さんがおられる。私のことなど構わなくともよい」と述べた。しかしその司馬は「私はあなた様に恩返しをしたいのです。親は別の所に匿っておりますし、どうかご一緒に逃亡して、途中で別れましょう」といった。袁盎はその司馬の手引きで、梁王の陣営に逃亡することができた。そのまま袁盎は都に戻って、景帝に報告した。
呉王らの反乱が終結した後、袁盎は新たに楚王に封じられた劉礼の宰相となった。劉礼にも直言したが用いられなかったので、病気を理由に辞任。郷里安陵に戻り隠居したが、景帝は事あるごとに人をやって彼に意見を聞いた。
安陵に劇孟が訪ねてきたので、袁盎は自ら出迎えて歓待した。その後、安陵のある金持ちが「劇孟は博打を好むような遊侠の輩ですのに、貴方様はなぜお付き合いされるのですか」と聞いた。袁盎は「彼は確かに博打を好むが、彼の母の葬儀には千台の馬車が連なった。これにその人が現れている。人生には危機となる時が必ずある（人生一旦緩急有）。その時に助けようとしてくれるのは、彼と季心（季布の弟）くらいしか居ない。貴方はいつも馬車を数台連ねているが、危機の時に来てくれるものか」と言い、この金持ちと絶交した。これを知った人々は更に袁盎を称賛した。
梁王劉武が呉楚七国の乱の功績を盾に皇太子になろうとした。景帝から助言を求められた袁盎はこれに反対したため、梁王が皇太子になるのは沙汰止みとなった。梁王は彼を恨んで刺客を送り込んだ。刺客が袁盎について聞き込みすると、皆が彼を絶賛した。刺客は袁盎に会い、「私は梁王より金を賜り、あなた様を暗殺するように命じられましたが、あなた様が大人物なので、殺すに忍びません。しかし、刺客はまだ何人もいますので、彼らに備えてください」と言って、そのまま敬礼して立ち去った。その後、彼の家の周りに怪奇なことが多かったので、占い師の棓生のもとに出かけた帰途に、袁盎は梁王の別の刺客に暗殺された。
袁盎の墓は景帝の孫である広川王劉去の盗掘によって徹底的に破壊され、荒らした後には粉砕された棺の他は何も残っておらず、わずかに銅鏡1枚だけが落ちていたといわれている。